# Everclear
Everclear — американская рок-группа, образованная в Портленде, штат Орегон, в 1991 году. Группа была сформирована Артом Алексакисом, ведущим автором песен, вокалистом и гитаристом группы, и на протяжении большей части пика популярности группа состояла из Крейга Монтойи на бас-гитаре и Грега Эклунда на барабанах. После ограниченного выпуска их независимо выпущенного дебютного альбома World of Noise (1993) группа добилась успеха со своими первыми тремя альбомами на Capitol Records: Sparkle and Fade (1995), So Much for the Afterglow (1997) и Songs from an American Movie Vol. One: Learning How to Smile (2000), которые все стали платиновыми по продажам. Однако следующие два альбома Songs from an American Movie Vol. Two: Good Time for a Bad Attitude (2000) и Slow Motion Daydream (2003), были приняты не так хорошо, и поскольку продажи упали, Монтойя и Эклунд вскоре покинули группу в 2003 году.
После непродолжительного периода сольных выступлений Алексакис решил двигаться вперед с именем Everclear, найдя новых музыкантов, с которыми можно было бы выступать, и выпустив еще два альбома, Welcome to the Drama Club (2006) и Invisible Stars (2012). В 2012 году Алексакис начал ностальгический тур по 1990-м годам, названный Summerland Tour, который проводится каждое лето с Everclear и другими альтернативными рок-группами 1990-х годов. В апреле 2015 года группа выпустила девятый студийный альбом под названием Black Is the New Black (2015). Концертный альбом Live At The Whisky A Go Go был выпущен 8 сентября 2023 года на лейбле Sunset Blvd Records.

## Характеристики
Стиль
Everclear описывался в нескольких жанрах, в основном как альтернативный рок и пауэр-поп, но также постгранж, гранж-панк, гранж и поп-рок. Sparkle and Fade (1995) был в основном альтернативным роком, но с отдельными песнями, которые вместо этого считались панк-роком и гранжем. So Much for the Afterglow (1997) отличался более экспериментальным звучанием, отходя все дальше от музыки, вдохновленной гранжем, и больше к пауэр-поп-звучанию. Алексакис сказал про ярлык гранж следующее:
«Я не думаю, что мы действительно звучим как гранж-группа. Эти люди действительно не слушали записи. Они слышат «Heroin Girl» и говорят: «О, это панк-группа. О, у солиста светлые волосы, они с Северо-Запада, они, должно быть, звучат как Nirvana — они и есть Nirvana!» Мне насрать. Это как смотреть на какую-то старую английскую леди и называть ее королевой».
Источники вдохновения
Everclear находится под влиянием The Beach Boys, The Beatles, Public Enemy, X, The Replacements, Pixies, Брюса Спрингстина, Тома Петти, Элвиса Костелло и Green Day.

## Дискография
Смотри статью «Дискография Everclear» в англ. разделе.
- World of Noise (1993)
- Sparkle and Fade (1995)
- So Much for the Afterglow (1997)
- Songs from an American Movie Vol. One: Learning How to Smile (2000)
- Songs from an American Movie Vol. Two: Good Time for a Bad Attitude (2000)
- Slow Motion Daydream (2003)
- Welcome to the Drama Club (2006)
- In a Different Light (2009)
- Return to Santa Monica (2011)
- Invisible Stars (2012)
- Black Is the New Black (2015)

## Состав
| Текущий состав - Арт Алексакис — лид-вокал, гитара (1992—н/д) - Дэйв Френч — гитара, бэк-вокал (2003—2009, 2009—н/д) - Фредди Эррера — бас-гитара, бэк-вокал (2009—н/д) - Брайан Нолан — ударные (2018—н/д) | Бывшие члены - Крейг Монтойя — бас-гитара, бэк-вокал (1992—2003) - Скотт Катберт — ударные, перкуссия, бэк-вокал (1992—1994) - Greg Eklund — ударные, перкуссия, бэк-вокал (1994—2003) - Эрик Бретл — ударные, перкуссия (2003—2004) - Сэм Хадсон — бас-гитара, бэк-вокал (2003—2009) - Джо Кроули — клавишные, бэк-вокал (2003—2009; 2011—2016) - Бретт Санйдер — ударные, перкуссия (2004—2008) - Томми Стюарт — ударные, перкуссия (2008—2009) - Джонни Хоторн — гитара, бэк-вокал (2009) - Джордон Плоски — ударные, перкуссия (2009—2010) - Саша Смит — клавишные, бэк-вокал (2009—2011) - Шон Уинчестер — ударные, перкуссия (2010—2015) - Джек Марголис — ударные (2017) |